# エレン・オチョア
エレン・ラウリ・オチョア（Ellen Lauri Ochoa、1958年5月10日 - ）は、アメリカ合衆国出身の宇宙飛行士、工学者で、現在はジョンソン宇宙センターの所長である。2018年5月をもって所長の職を退くことを発表した。

## 人生
エレン・オチョアは、1958年5月10日にカリフォルニア州ロサンゼルスで生まれたが、自身はラ・メサを故郷であると考えている。エレンは1980年にサンディエゴ州立大学で物理学の学位を取得し、1981年と1985年にスタンフォード大学で電子工学の修士号、博士号をそれぞれ取得した。両親は彼女が高校生の時に離婚し、彼女は母親と3人の兄弟、1人の姉妹と暮らした。

## 研究キャリア
宇宙船技術のパイオニアとして、彼女は繰り返しパターンの欠陥を光学的に検出するシステムを特許化した。彼女はエイムズ研究センターで、主に自動宇宙探査の光学システムの研究グループを率いた。
スタンフォード大学での博士課程の学生やサンディア国立研究所、エイムズ研究センターの研究者として、彼女は情報処理の光学システムの調査を行った。
オチョアは、光学検査システム、光学認識システム、画像ノイズ除去システムの共同発明者である。エイムズ研究センターの知的システム技術部門のチーフとして、彼女は航空ミッションのための研究やシステムの開発を行う35人の研究者を率いた。オチョアは学会や学術誌に多数の論文を発表している。

## NASAでのキャリア
オチョアは、1993年にディスカバリーで9日間のミッションに参加して、宇宙を訪れた初めての女性ヒスパニックとなり、地球のオゾン層の観測を行った。ワシントン州パスコの中学校には、彼女にちなんだ名前が付けられている。
オチョアは1990年1月にNASAに選ばれ、1991年7月に宇宙飛行士になった。宇宙飛行士室では、ソフトウェアやハードウェアの責任者の他、ミッションコントロールセンターの通信担当係や宇宙飛行士室の副室長も務めた。4度の宇宙飛行を経験し、オチョアは約1000時間を宇宙で過ごした。彼女はSTS-56でミッションスペシャリスト、STS-66でペイロードコマンダー、STS-96とSTS-100でミッションスペシャリストとフライトエンジニアを務めた。現在はジョンソン宇宙センターの所長の職にある。